# Nele Bauereisen
Nele Bauereisen (* 5. April 2004 in Ansbach) ist eine deutsche Fußballspielerin. 

## Karriere
Bauereisen gehörte in der Saison 2020/21 dem SV 67 Weinberg in der Gruppe 2 der drittklassigen Regionalliga Süd an, wurde jedoch in keinem Punktspiel eingesetzt. Ihr Pflichtspieldebüt gab sie am 1. November 2020 in der 2. Runde des DFB-Pokalwettbewerbs beim 5:0-Sieg im Heimspiel gegen den 1. FFV Erfurt in der ihr mit dem Treffer zum 3:0 in der 66. Minute ihr erstes Tor im Seniorinnenbereich gelang. Auch im Achtelfinale am 5. Dezember 2020 bei der 1:9-Niederlage im Heimspiel gegen den SC Freiburg wurde sie eingesetzt.
Zur Saison 2021/22 wechselte sie ablösefrei zum 1. FC Nürnberg. Für den Zweitligaaufsteiger bestritt sie zwölf Punktspiele, davon die ersten zehn in Folge. Ihr Debüt in dieser Spielklasse gab sie am 15. August 2021 (1. Spieltag) beim 3:0-Sieg im Auswärtsspiel gegen den FC Bayern München II mit Einwechslung in der 84. Minute für Nadja Burkard. In der Folgesaison trug sie mit sechs Toren in 15 Punktspielen zum zweiten Platz bei, verbunden mit dem Aufstieg in die Bundesliga. Von ihren sechs Toren erzielte sie allein vier am 14. Mai 2023 (24. Spieltag) beim 6:2-Sieg im Heimspiel gegen den Aufsteiger 1. FC Köln II. In der Winterpause der Saison 2024/25 wechselte sie zum Ligakonkurrenten 1. FC Union Berlin.

## Erfolge
- Zweiter 2. Bundesliga 2023 und Aufstieg in die Bundesliga
- Meister 2. Bundesliga 2025 und Aufstieg in die Bundesliga